# Abtwil (Argòvia)
Abtwil és un municipi del cantó d'Argòvia (Suïssa), situat al districte de Muri. El 2023 tenia 1.063 habitants.